# Maurice Hines
Maurice Robert Hines Jr. (New York, 13 december 1943 – Englewood (New Jersey), 29 december 2023) was een Amerikaanse jazzzanger, dirigent, acteur en choreograaf. Hij was de oudere broer van danser Gregory Hines.

## Biografie
Hines werd geboren in 1943 in New York als zoon van Alma Iola (Lawless) en Maurice Robert Hines sr., een danser, muzikant en acteur. Hines begon zijn carrière op vijfjarige leeftijd en studeerde tapdansen aan de Henry LeTang dansstudio in Manhattan. LeTang herkende zijn talent en begon speciaal nummers te choreograferen voor hem en zijn jongere broer Gregory Hines, geïnspireerd op de Nicholas Brothers. Maurice maakte zijn Broadway-debuut in The Girl in Pink Tights in 1954.
Kort daarna begonnen de broers te toeren als openingsact voor headliners als Lionel Hampton en Gypsy Rose Lee. Hun vader voegde zich bij hen en Hines, Hines & Dad trad regelmatig op in New York, Las Vegas, in heel Europa en in veel televisieshows, waaronder The Pearl Bailey Show, The Hollywood Palace en The Tonight Show.
Hines besloot een solocarrière na te streven en werd gecast als Nathan Detroit in de nationale tournee van de Guys and Dolls, waarna hij terugkeerde naar Broadway in Eubie! (1978). Extra Broadway-vermeldingen zijn onder meer Bring Back Birdie en Sophisticated Ladies (beide in 1981) en als artiest in Uptown ... It's Hot! (1986), als vertolker (verdiende een Tony Award-nominatie als beste acteur in een musical) en choreograaf in Hot Feet (2006), dat hij bedacht, choreografeerde en regisseerde.
Hines co-regisseerde en choreografeerde de nationale tournee van Louis Armstrongs muzikale biografie Satchmo en regisseerde, choreografeerde en speelde in de nationale tournee van Harlem Suite met de dames Jennifer Holliday, Stephanie Mills en Melba Moore. Hij regisseerde en choreografeerde Havana Night in Cuba, een volledige Latino productie van de musical The Red Shoes in de Dominicaanse Republiek en creëerde de revue Broadway Soul Jam om een entertainmentcomplex in Nederland in te huldigen.
Hines heeft muziekvideo's geregisseerd en gechoreografeerd, waaronder voor Quincy Jones. Hij is de eerste Afro-Amerikaan die regisseert in de Radio City Music Hall.
Hines is slechts verschenen in de speelfilm The Cotton Club van Francis Ford Coppola uit 1984, waarin Maurice en zijn broer Gregory het tapdansduo Williams Brothers portretteerden, dat doet denken aan de reallife Nicholas Brothers. Hij verscheen ook in Oops, Ups & Downs: The Murder Mystery of Humpty Dumpty in 2007. Op televisie verscheen hij in Eubie!, Love, Sidney en Cosby.
Hines speelde de hoofdrol in Washington D.C.s Arena Stage productie van de Duke Ellington-geïnspireerde musical Sophisticated Ladies in het historische Lincoln Theatre in april en mei 2010, met de tienertap-dansende broers John en Leo Manzari. The Washington Post-recensie was positief over zijn rol en de show in het algemeen. Hines bedacht, regisseerde en choreografeerde Yo Alice, een urban hiphop-fantasie, die werd opgevoerd voor een workshop in 2000 en een lezing in 2007 in het Triad Theatre.
In mei 2013 bracht hij het eerbetoon Tappin' Thru Life: An Evening with Maurice Hines aan zijn overleden broer Gregory in het Cutler Majestic Theatre, dat werd besproken door The Boston Globe als 'a class act by a class act'. Tappin' ging verder naar Boston en de Manhattan club 54 Below en opende in november 2013 voor een zes weken durende uitvoering in de Arena Stage. De productie bevatte opnieuw de Manzari Brothers en de eeneiige tweeling Max en Sam Heimowitz, die op het podium tapdansten met Hines.
Oorspronkelijk in opdracht van Arena Stage in 2004, bedacht en regisseerde Hines Ella, First Lady of Song, een eerbetoon aan Ella Fitzgerald, voor wie hij en zijn wijlen broer Gregory Hines hadden geopend in Las Vegas. R&b-zangeres Freda Payne is vooral bekend van haar hit Band of Gold uit 1970, die werd geschreven door Lee Summers, en Brings The Boys Home. Het heeft drie ontwikkelingsrepetities gehad buiten de stad, waaronder in The Crossroads Theatre en het Metro Stage Theatre in Washington D.C. en meest recent de Delaware Theatre Company in 2018.
In 2019 regisseerde John Carluccio de documentaire speelfilm Maurice Hines: Bring Them Back, een intiem portret van de charismatische showman vanaf zijn tapdanskindertijd tot nu. De film werd in het najaar van 2019 bekroond met de Metropolis Grand Jury Prize op het prestigieuze DOC NYC filmfestival. De film bevat optredens van Chita Rivera, Mercedes Ellington, Debbie Allen en ze delen verhalen over zijn carrière van zeven decennia, waaronder Broadway-shows, een mede-hoofdrol in Francis Ford Coppolas The Cotton Club en over zijn liefdevolle maar complexe relatie met zijn supersterbroer, wijlen Gregory Hines. Hij ging ooit de uitdaging aan om een zwarte homoman te zijn in de showbizz en Hines deelt zijn verhaal met humor en gratie.
Hines overleed op 80-jarige leeftijd.

## Discografie
- 2001: I've Never Been in Love Before (Arbors Records)
- 2006: To Nat King Cole With Love (Arbors Records)